# Condado de Warrick
El condado de Warrick (en inglés: Warrick County) es un condado en el estado estadounidense de Indiana. En el censo de 2000 el condado tenía una población de 52 383 habitantes. Forma parte del área metropolitana de Evansville. La sede de condado es Boonville. El condado fue formado el 30 de abril de 1813 a partir de una porción del condado de Gibson. Fue nombrado en honor a Jacob Warrick, un comandante que murió en la Batalla de Tippecanoe durante la Guerra de Tecumseh.

## Geografía
Según la Oficina del Censo, el condado tiene un área total de 1012 km² (391 sq mi), de la cual 995 km² (384 sq mi) es tierra y 17 km² (7 sq mi) (1,74%) es agua.

### Condados adyacentes
- Condado de Pike (norte)
- Condado de Dubois (noreste)
- Condado de Spencer (este)
- Condado de Daviess, Kentucky (sureste)
- Condado de Henderson, Kentucky (sur y suroeste)
- Condado de Vanderburgh (oeste)
- Condado de Gibson (noroeste)

## Autopistas importantes
- Interestatal 64
- Interestatal 69
- Interestatal 164
- U.S. Route 231
- Ruta Estatal de Indiana 57
- Ruta Estatal de Indiana 61
- Ruta Estatal de Indiana 62
- Ruta Estatal de Indiana 66
- Ruta Estatal de Indiana 68
- Ruta Estatal de Indiana 161
- Ruta Estatal de Indiana 261
- Ruta Estatal de Indiana 662

## Demografía
En el  censo de 2000, hubo 52 383 personas, 19 438 hogares y 15. 181 familias residiendo en el condado. La densidad poblacional era de 136 personas por milla cuadrada (53/km²). En el 2000 había 20 546 unidades habitacionales en una densidad de 54 por milla cuadrada (21/km²). La demografía del condado era de 97,46% blancos, 1,00% afroamericanos, 0,15% amerindios, 0,63% asiáticos, 0,05% isleños del Pacífico, 0,16% de otras razas y 0,55% de dos o más razas. 0,65% de la población era de origen hispano o latino de cualquier raza. 
La renta promedio para un hogar del condado era de $48 814 y el ingreso promedio para una familia era de $55 497. En 2000 los hombres tenían un ingreso medio de $40 491 versus $24 334 para las mujeres. La renta per cápita para el condado era de $21 893 y el 5,30% de la población estaba bajo el umbral de pobreza nacional.

## Ciudades y pueblos
| - Boonville - Chandler - Eby | - Elberfeld - Folsomville - Lynnville | - Millersburg - Newburgh - Rolling Acres | - Selvin - Tennyson | - Victoria - Yankeetown |